# Пърмет
Пърмет (на албански: Përmet) или Премити e град в Албания. Населението му е 5945 жители (2011 г.). Намира се в часова зона UTC+1. Пощенският му код е 6401, а телефонният 0813. МПС кодът му е PR.